# Sharon Robinson
Sharon Robinson (nacida en San Francisco en 1958) es una cantante estadounidense, cantautora y productora musical. Principalmente es conocida por colaborar con Leonard Cohen aunque ha escrito canciones para otros artistas entre los cuales figuran The Pointer Sisters, Aaron Neville, Diana Ross, Don Henley, Michael Bolton, Randy Crawford, Patti LaBelle, Roberta Flack, The Temptations, entre otros.

## Biografía
Sharon Robinson nació en San Francisco. Su familia se trasladó a Los Ángeles cuando tenía cinco años. A la edad de seis años comenzó a tocar el piano y a la edad de doce años escribió sus primeras canciones. A los 16 años, grabó una demo con Jazz Crusaders de Joe Sample, lo que le valió un contrato discográfico. La compañía discográfica, sin embargo, quebró antes de que se llegara a editar su disco.
En la escuela, Sharon Robinson se distinguió por sus logros. Llegó a las semifinales en el Fondo para dotados del National Merit Scholarship Program por lo que recibió una beca del Salem College en West Virginia. A mitad de sus estudios dejó la universidad para viajar y actuar por el país con una banda especializada en la reproducción de canciones célebres. Después de unos años, regresó a la universidad, esta vez al Instituto de Artes de California para estudiar música.

### Colaboración con Leonard Cohen
Sharon Robinson fue contratada por Leonard Cohen como corista para el Field Commander Cohen Tour de 1979 y 1980. Durante la gira, ambos escribieron la canción Summertime, que luego fue grabada por Diana Ross (para el álbum Red Hot Rhythm & Blues, 1987) y Roberta Flack. 
La gira cimentó la amistad entre Robinson y Cohen. En los años siguientes, ambos estudiaron en el Mount Baldy Zen Center el Budismo Zen. En 1989, Cohen apadrinó al hijo de Robinson, Michael.
Robinson y Cohen también escribieron juntos las canciones Everybody Knows y Waiting for the Miracle, que se lanzaron en 1988 y 1992.
En el álbum de regreso de Cohen, Ten New Songs (2001), Robinson estuvo involucrada no solo como coautora, sino también como productora, arreglista y cantante. Los temas individuales contienen hasta 20 voces de fondo, todas cantadas por Sharon Robinson. Además, Robinson tocó o programó casi todos los instrumentos (electrónicos). Las grabaciones se hicieron en su estudio privado en un garaje. La imagen de portada muestra las caras de Robinson y Cohen una al lado de la otra.
Sharon Robinson contribuyó con dos piezas para el álbum de Leonard Cohen Dear Heather (2004). En The Letters and Go No More A-Roving ambos cantan a dúo.
En los años 2008-2010 y 2012-2013, Sharon Robinson también compartió gira con Leonard Cohen. Interpretó su canción Boogie Street como cantante solista, mientras Cohen se limitaba al papel de corista. En la segunda gira interpretó Alexandra Leaving.

### Trabajo para otros artistas
Sharon Robinson escribió canciones para Aaron Neville, Diana Ross, Don Henley, Randy Crawford, Roberta Flack, Thelma Houston y otros. Patti LaBelle y Temptations. Sus últimas composiciones incluyen The High Road, lanzada por Bettye LaVette en 2005 en el álbum I've Got My Own Hell to Raise y varios temas que escribió con Chris Botti.

### Carrera en solitario
Su primer álbum como solista 'Everybody Knows' fue lanzado por Sharon Robinson en 2008. Ella coescribió tres de las canciones con Leonard Cohen:  Alexandra Leaving ,  Summertime  y la canción principal  Everybody Knows . La portada fue diseñada por Leonard Cohen. Para las ventas en Europa, esta imagen fue reemplazada por una foto de Robinson.

## Discografía

### Colaboraciones
- Ten New Songs (2001; con Leonard Cohen, coletrista, vocalista, productora)

### Álbumes en solitario
- Everybody Knows (2008)
- Caffeine (2015)
- EP 1 (canciones de Waits, Redding, Hornsby, Clapton) (2015)